# Jona Pur
Jona Pur è una suddivisione dell'India, classificata come census town, di 7.419 abitanti, situata nel distretto di Delhi Sud, nello territorio federato di Delhi. In base al numero di abitanti la città rientra nella classe V (da 5.000 a 9.999 persone).

## Società

### Evoluzione demografica
Al censimento del 2001 la popolazione di Jona Pur assommava a 7.419 persone, delle quali 4.231 maschi e 3.188 femmine. I bambini di età inferiore o uguale ai sei anni assommavano a 1.224, dei quali 652 maschi e 572 femmine. Infine, coloro che erano in grado di saper almeno leggere e scrivere erano 4.580, dei quali 2.969 maschi e 1.611 femmine.